# Anolis squamulatus
Anolis squamulatus (дрібнолускатий аноліс) — вид ігуаноподібних ящірок родини анолісових (Dactyloidae). Ендемік Венесуели.

## Поширення і екологія
Дрібнолускаті аноліси мешкають в горах Прибережного хребта на півночі Венесуели. Вони живуть в тінистих вологих тропічних лісах в горах і передгір'ях, на висоті від 900 до 1650 м. Ведуть деревний спосіб життя, Зустрічаються в кронах і на стовбурах дерев, іноді на кущах.